# Testnedv
A testnedv az élő szervezetben lévő folyadékok (gázok, gőzök) gyűjtőneve. A testnedvek összetétele, minősége jól leírható fizikai, kémiai, biológiai jellemzőkkel. Már  Hippokratész is írt műveiben a testnedvekről, és a modern tudományok is jelentős figyelmet fordítanak az ebből való diagnosztikára. A humán testnedvek mellett az állati és növényi testnedvek is számos területen bírnak jelentőséggel (élelmiszerforrások pl. a háziállatok vére vagy a gyümölcslevek, méz; hatóanyagok pl. vérehulló fecskefű; ipari alapanyagok pl. kaucsuk).

## Testnedv
A földi élet alapvető alkotója a víz, ami jellemzően folyadék vagy gáz (gőz) halmazállapotban van jelen az élő szervezetben. Az emberi (és állati) testben a testnedvek nagyobb része a sejteken belül található (sejten belüli folyadék), kisebb része a sejteken kívül, a sejtek között (sejteken kívüli folyadék). A felnőtt egészséges emberben (akit 70 kg-osnak tételeznek fel) az összes víztartalom mintegy 42 liter; ebből nagyjából 28 liter van a sejtek protoplazmájában. A sejteken kívüli folyadék (emberben mintegy 13 liter) is több rekeszben (kompartimentum) oszlik meg attól függően, hogy mi a folyadéktér fala. Így a sejteken kívüli folyadék lehet a sejteket közvetlenül körbevevő szöveti folyadék (emberben mintegy 9 liter), lehet nyirok (lymfa) (emberben legfeljebb 0,5 liter) és lehet a vérplazma (az emberben körülbelül 3,5 liter).
A vér és a nyirok között a határ a vérerek (hajszálerek) fala; ha nincs (vagyis a vérerek nem záródnak összefüggő csőrendszerré), akkor a vér és a nyirok nem különül el (ekkor vérnyirokról (hemolymfáról) beszélünk. A nyirokerek nem zártak, a nyirok a szöveti folyadékkal folytonos; de a hajszálerek falán át folytonos a közege a vérplazmának és a szöveti folyadéknak is. Ezen testnedvek összetétele egymáshoz nagyon hasonló, kivéve, hogy a vérplazmából a hajszálerek falán át nagyobb fehérjék nem tudnak kijutni a szöveti folyadékba. Ezért a vér, a nyirok és a szöveti folyadék egymással keveredő testnedvek. A nyirokban mégis lehetnek nagy molekulájú fehérjék is, de azok a sejtekből jutnak oda. A sejteken kívüli folyadékok nem-keveredő fajtái az úgynevezett transzcelluláris folyadékok, amelyek nem folytonosak egymással, hanem a keveredő folyadékokból jönnek létre transzporthám hártyákon való oldottanyag-szállítás és a víz ozmózisa következtében; így összetételük eltér a keveredő folyadékoktól és egymástól is. Ezek mennyisége az ember szervezetében kb. 1 liter. Ezek a vese húgyelvezető csatornácskáiban (készülő vizelet), a tápcsatorna mirigyeinek kivezető csöveiben (mirigyváladék), a bőr verejtékmirigyeinek kivezető csöveiben (izzadmány), az agykamrákban és a gerincvelő központi csatornájában (agy-gerincvelői folyadék), a szemgolyóban (csarnokvíz), az ízületi tokokban (szinoviális nedv) található. A testnedvek közreműködnek a bennük oldott anyagok szállításában, a hulladékanyagok kiválasztásában vagy a csontok porcos ízesüléseinek kenésében. A vérplazma és a szöveti folyadékok juttatják a tápanyagokat és a metabolits a vérplazmán át jutnak a hulladékanyagok a kiválasztószervekhez, amelyek azokat a transzcelluláris folyadékaikba juttathatják.
A testnedvek részben a szív pumpáló hatására áramlanak, részben a mirigyek sejtjeinek ozmotikus tevékenysége folytán mozognak a kivezető csőben, annak vége irányába.

## Diagnosztikai alapok
A testnedvek kiválóan alkalmasak diagnosztikai célokra, egy szervezet állapotának jellemzésére. A diagnosztika jellemzően fizikai, kémiai vagy biológiai jellemzők elemzésén alapul (pl. sejtszám, pH-érték, mennyiség, kémiai összetétel, szennyezettség, üledék stb.). A szerológia a vérvizsgálat, az uroszkópia a vizeletvizsgálat tudománya. Számos további testnedv esetében is kidolgozott orvosi protokollok léteznek standard elemzésekre.

### Weboldalak
- Digitális Tankönyvtár. www.tankonyvtar.hu. (Hozzáférés: 2019. március 23.)

### Könyvek
- Ganong, William F. (1990): Az orvosi élettan alapjai. Medicina Kiadó. ISBN 963-241-783-6
- Szentágothai-Réthelyi (1994): Funkcionális anatómia. Semmelweis Kiadó. ISBN 963-8154-37-3
- István L. szerk., V. Corazza, R. Daimler, A. Ernst, K. Federspiel, V. Herbst, K. Langbein, H-P. Martin, H. Weiss (1992): Nagy egészségkönyv. Medicina Kiadó. ISBN 963-242-0411